# NUDT-PhoneSat
NUDT-PhoneSat, auch CAS-3I, ist ein chinesischer Amateurfunksatellit und ein Picosatellit auf der Basis von Smartphone-Technik. NUDT-PhoneSat wurde von Studenten der Universität für Wissenschaft und Technik der Landesverteidigung (englisch National University of Defense Technology bzw. NUDT) in Changsha in der chinesischen Provinz Hunan in Zusammenarbeit mit der chinesischen Amateurfunk-Organisation CAMSAT entwickelt.

## Mission
Der Satellit wurde am 19. September 2015 auf einer Langer-Marsch-6-Trägerrakete vom Kosmodrom Taiyuan in China gemeinsam mit 20 weiteren Kleinsatelliten, darunter neun weitere Satelliten der CAS-3-Serie, gestartet. Die Telemetrie wurde weltweit von Funkamateuren empfangen.

## Frequenzen
Folgende Frequenzen für den Satelliten wurden von der International Amateur Radio Union koordiniert:
- Telemetrie Bake: 437,300 MHz, 9k6 GMSK